# 漂流ネットカフェ
『漂流ネットカフェ』（ひょうりゅうネットカフェ）は、押見修造による日本の漫画作品。また、それを題材としたテレビドラマ作品。『漫画アクション』（双葉社）にて2008年18号より2011年8号まで連載された。単行本全7巻。

## あらすじ
来月で30歳を迎えるサラリーマン・土岐耕一は妊娠中の妻・ゆきえと些細なことで喧嘩してしまう。妻との仲直りの話合いを煩しく思いながら、仕事帰りに見かけたネットカフェに入ったところ偶然にも中学時代の初恋の相手・遠野果穂と再会する。
再会を喜び話を弾ませる2人だったが、店内のパソコンがおかしくなり客達の携帯電話が一斉に鳴り出し停電が起こる。停電からはすぐに復旧するが、外はまだ真っ暗で雨が店内に浸水しているため店の中で一夜を過ごすことになる。翌朝、雨が止んだ後に外に出てみると、そこには元の街は無く、見渡す限り一面に湿原が広がっていた。
何が起きたのか分からず混乱している中で店の裏手から悲鳴が聞こえる。そこには3人の男を殴る大柄の男・寺沢の姿があった。殴られていた男の1人・マッケンローはここは日本ではないと言う。
異次元に漂流してしまったネットカフェ、それに巻き込まれてしまった20人。寺沢の暴力が蔓延る中、土岐と遠野たち漂流民は元の世界に戻る方法を模索する。

## 登場人物
土岐 耕一（とき こういち）
来月で30歳を迎える化粧品会社の経理を担当するサラリーマン。妊娠中の妻がいるが、中学時代の初恋の相手である遠野のことをずっと想い続けている。遠野が転校してきて仲良くなったが、塾で停電時に自分の鼻を遠野に舐められたことで恥ずかしくなり、遠野と話さなくなったまま中学を卒業してしまい、心残りとなった。
仕事帰りにたまたま寄ったネットカフェで遠野との15年ぶりの再会を果たす。出会えた偶然に喜び、遠野との夜が明けないことを願うが、その後ネカフェ内のパソコンがおかしくなったり皆の携帯電話は鳴り始めたり、停電するなど異変が発生する。翌朝、雨が上がったネカフェの店外に出ると周りは湿原になっていた。店外の調査に遠野が参加したため外を見に行く里村たちに同行する。以降は遠野を守るため奮闘する。
土岐 ゆきえ（とき ゆきえ）
耕一の妻で妊娠中。妊娠の影響か以前と性格が変わってしまった。以前は女の子が苦手だった耕一でも話しやすいと感じる性格だった。旧姓は高橋（たかはし）で耕一の1つ年上。物語冒頭の5年前から付き合い始め、付き合って1年後に結婚した。
遠野 果穂（とおの かほ）
土岐の中学時代の初恋の相手。中学2年の頃に土岐の学校に転校して来て、同じ塾に通っていたことから土岐と仲良くなった。
右目に泣きぼくろのあるショートヘアの美人。土岐と同い年の29歳で派遣会社に務めており、事務の仕事を行なっている。普段は通らない道で偶然入ったネットカフェで土岐と15年ぶりの再会を果たす。結婚はしておらず、「今は」恋人はいないと言う。
寺沢に暴行されたオカルティストの3人組（マッケンロー・ネギチャーシュー・しし丸）を介抱する。ネカフェの外を調査する里村に同行する。
寺沢（てらさわ）
仕事も家も無いネットカフェ難民。体格が大きく暴力的で、何かを知っていて怪しいという理由だけでオカルティストの3人組を暴行する。
外の調査に同行し、変なミミズに襲われたミクを助け、松田とアツシに犯されそうになっているミクを助けるが、自分の手でミクを無理矢理に犯す。その後、外での出来事はネカフェに残った人たちには話さないよう脅迫する。ミクを使って男の漂流民を籠絡し、ネカフェを支配しようとする。

### 大学生たち
合コンの流れでネットカフェにやってきた。
アツシ
アッチャンと呼ばれる、帽子をかぶった3流大学生。パソコンが繋がらないことやネットカフェが漂流したことを店員の佐藤にクレームをつける。
外の調査でミクに自分を頼れと言うが、ミクが松田に襲われた際には何も出来なかったばかりか、松田がミクに口でさせるのを見てスタンガンを取り出し松田と一緒にミクを犯そうとする。
寺沢についたミクに抜いてもらい寺沢の手下になり、スタンガンを奪われる。
リョウジ
アツシと同じ大学でアツシを慕っている。寺沢に逆らおうとしたところ寺沢の恐ろしさを知っているアツシに止められる。
寺沢についたミクに抜いてもらい寺沢の手下になる。タケルのアツシに頼りっきりな部分を嫌っている。
タケル
おしゃれメガネ大学生。寺沢についたミクに抜いてもらい寺沢の手下になる。アツシに頼りっきりな部分があり、寺沢から危害を加えられた際に寺沢についていれば大丈夫だと言っていたアツシを非難するが、リョウジに殴られ批判される。
自分はアツシやリョウジの金魚のフンではないと言い、寺沢の提言に乗って水と引き換えに松田を刺す。
ミク
くせのあるショートヘアのギャル系女子大生。眉毛はメイクで書いていたため漂流から日が経つにつれて消えている。
外の調査で触手のある吸血する生物（変なミミズ）に襲われたところを寺沢に助けられる。松田にカッターで脅迫され口でさせられる。アツシが加わり犯されようとしたところを再び寺沢に助けられる。しかし、その後寺沢に犯され、その後は彼の言うことを聞くようになり、体を使って男性の漂流民たちの籠絡に一役買う。
中学の頃のマラソン大会で一緒に走ろうと言っていたまこが自分の好きな男子とずっと喋っていたことでまこを嫌いになる。中学時代の回想で体操服に橋本と苗字が書かれている。
もえ
ミクと同じ大学。たかゆきとちえこの性行為でちえこの喘ぎ声を聞いて欲情した男子大学生のアツシ・リョウジ・タケルから犯されそうになるが、寺沢に止められる。そのことで身の危険を感じたのかネットカフェを出ようとするものの亀田に呼び止められ、安全と思われる彼のこじ開けたシャッター内で過ごすことにする。
小山 まこ（こやま まこ）
ミクの中学の同級生で、ミクともえとは違う大学の女子大学生。ミクから人数合わせで合コンに呼ばれ、他のメンバーとノリが合わない。ショートヘアで土岐から妻に何となく似ているとされ、妻と重ねて見られることがある。
ミクと寺沢がエッチなことをしているのを見て、外に調査に出た時にミクに何があったのかと土岐に相談に来る。土岐から外であった出来事を聞く。土岐に好意を持って誘惑するが断られてしまう。

### オカルティストたち
ネットのオフ会で知り合い、色々な噂のあるネットカフェにやってきた。
マッケンロー
名前はハンドルネーム。オカルト全般に知識が深い。オフ会で古代の霊界を開く儀式を行う。何かを知っているとして寺沢に暴行される。このネットカフェがパワースポットであると主張し、この漂流した世界は遠野の見ている夢だという仮説を立てて、仲間の2人と行動を起こす。
ネギチャーシュー
名前はハンドルネーム。心霊好きで、眼鏡をかけている。何かを知っているとして寺沢に暴行される。仲間と再度儀式を行いネットカフェを元に戻そうとする。
しし丸
名前はハンドルネーム。宇宙人好き、リトルグレイのTシャツを着ている。何かを知っているとして寺沢に暴行される。
マッケンローから受け取った遠野の携帯の中を見ると、そこには中学生の遠野と今の土岐が一緒に写っていた。遠野の携帯は圏外ではないので110番にかけるが、不気味な声が聞こえてつながらない。メールと電話は空でムービーとフォトが大量に入っており、それは土岐の初恋の思い出そのものだった。土岐から遠野への想いを聞き、ここが遠野の世界ではなく土岐の世界だと予測する。

### サラリーマン
同じ会社で働いている、上司の里村と部下の松田。
里村（さとむら）
松田の上司、課長で家庭持ち。松田と一緒に来店する。外の調査で松田に馬乗りになって殴る。その反撃として松田に首を切られて殺される。死体はその場に放置され、後にネットカフェに持ち帰ろうとされたが腐敗が進行していたため土で埋められる。彼の持ち物から30歳の時に産まれた現在17歳の娘がいることが判明する。
松田（まつだ）
里村の部下、上司である里村と一緒にネットカフェに入店する。眼鏡をかけている。ネカフェに誘ったのは彼からで、里村から無能扱いされる。里村に殴られたことと日頃の恨みからカッターを使い里村を刺し殺す。里村の殺害を見て逃げようとしたミクをカッターで脅して口でしゃぶらせる。土岐に里村殺害の罪を着せようとするが失敗し、寺沢に監禁される。

### 中学時代から付き合っているカップル
14歳の頃から10年付き合っており、同棲して3年になり来年は結婚する予定だった。
たかゆき
草食系男子。24歳で音楽をやっているが芽が出ない。里中の死体を埋めた日にネットカフェ内でちえこと性行為をする。
ちえこ
心療内科通い、鬱持ち。24歳。眼鏡をかけている。行為での彼女の喘ぎ声が男子大学生たちの欲情を誘う。ちえこの方からネットカフェに誘った。

### その他
佐藤（さとう）
ネカフェの店員、絵本作家志望。大学中退の32歳で、2年以内に結果を出さないといけないと言う。寺沢についたミクに抜いてもらい寺沢の手下になる。
モデルとなった人物は加藤志異。
亀田（かめだ）
人間嫌い、喫煙者。ネットの変なページに書き込めることを見つけたり、松田たちの土岐を貶める嘘を容易に見破るなど頭がキレる。ミクの誘いにものらなかった。ネットカフェを出て行こうとするもえにこじ開けたシャッターのことを教える。
漂流前夜はパチンコ屋におり、借金取りに追われていて誰も追いかけてこないところ逃げたがっていた。
川崎（かわさき）
財布を盗まれる。文句が多い。眼鏡をかけた喫煙者。ネットの変なページに書かれた偽りの土岐の犯行を信じ、財布を盗んだのも土岐だと決めつける。
蛭田 和夫（ひるた かずお）
ネット依存症。パソコンに向かってブツブツ言っていたがネットに繋げることに成功する。しかし、文字化けしたような変なページしか閲覧できない。
ミクに胸を触らせてもらったことで天使だと崇拝し、ミクを助けると本人に伝える。キャンプファイアーでミクが複数人で行為をしようとした際に止めようと抵抗する。それを見た寺沢にミクを独占してもいいと言われるが、ミクに今までもこれからも綺麗だと告白してキスし、盛り上がっているところで寺沢から暴行を受け、キャンプファイアーに投げ込まれ死亡する。
女児
小さな女の子。ネットカフェの店外にいた土岐・亀田・しし丸の元へ突然現れる。その際に周りの湿原に足跡は無かった。遠野の携帯を指差し「ちょーらい」と言い、土岐のことを「パパ」と呼ぶ。変なミミズの群れに襲われ負傷し、安全なネカフェまで亀田によって運ばれる。しし丸からこれから生まれてくる土岐の子供ではないかと言われる。
梶谷（かじたに）
中学時代の土岐と遠野のクラスメイト。暴力的で何を考えてるか分からず、寺沢に似ているとされる。

## 書誌情報
- 押見修造 『漂流ネットカフェ』 双葉社〈アクションコミックス〉、全7巻
  1. 2009年2月28日初版発行（同日発売）、ISBN 978-4-575-83583-0[6]
  2. 2009年5月28日初版発行（同日発売）、ISBN 978-4-575-83623-3[7]
  3. 2009年11月28日初版発行（同日発売）、ISBN 978-4-575-83696-7 [8]
  4. 2010年4月28日初版発行（同日発売）、ISBN 978-4-575-83760-5[9]
  5. 2010年9月28日初版発行（同日発売）、ISBN 978-4-575-83815-2[10]
  6. 2011年1月28日初版発行（同日発売）、ISBN 978-4-575-83864-0[11]
  7. 2011年6月28日初版発行（同日発売）、ISBN 978-4-575-83919-7[12]

## テレビドラマ
毎日放送では、新設された「金曜ナイト劇場（シアター）」枠で放送。KIKIは本作が連続ドラマ初出演。
また、2009年8月12日 - 2009年8月17日の13:53 - 14:55に、毎日放送で総集編が放送された。

### キャスト
土岐耕一 - 伊藤淳史
遠野果穂 - KIKI
土岐ゆきえ - 浅見れいな
寺沢秀雄 - 長江英和
大沢博文 - 戸田昌宏
今井幸子 - 真野裕子
西野敦 - 高木心平
橋本未来 - 浦野一美
加藤和美 - 高橋真唯
亀田芳孝 - 吉武怜朗
松田健二 - 北条隆博
水野沙織 - 渡辺海弓
里村順一 - 津村鷹志
鍛冶憲介 - 利重剛

### スタッフ
- 原作：「漂流ネットカフェ」 押見修造
- 脚本：前田司郎
- 音楽：髙見優
- 音楽プロデューサー：志田博英
- 企画：森山敦、竹園元、浅野敦也
- プロデューサー：登坂琢磨、黒沢淳、岡野真紀子
- 演出：竹園元、藤尾隆
- 技術協力：ビデオスタッフ
- 照明協力：ザ・ホライズン
- 編集：赤坂ビデオセンター
- 音響効果：ヴェントゥオノ
- 美術協力：フジアール、チトセアート
- 制作協力：テレパック
- 企画制作・製作：毎日放送・キングレコード

### 主題歌
「Brave Heart (Remix)」
歌 - MAY'S

### 放送リスト

#### 本放送
| FILE         | 放送日（毎日放送） | 放送日（TBS） | サブタイトル   |
| ------------ | ------------------ | ------------- | -------------- |
| 1            | 2009年4月10日      | 2009年4月15日 | 漂流           |
| 2            | 2009年4月17日      | 2009年4月22日 | 森へ           |
| 3            | 2009年4月24日      | 2009年4月29日 | トム・ソーヤー |
| 4            | 2009年5月1日       | 2009年5月6日  | 土岐と遠野     |
| 5            | 2009年5月8日       | 2009年5月13日 | 希望の種       |
| 6            | 2009年5月15日      | 2009年5月20日 | 死んだ世界     |
| 7            | 2009年5月22日      | 2009年5月27日 | 亀裂           |
| 8            | 2009年5月29日      | 2009年6月3日  | 実験           |
| 9            | 2009年6月5日       | 2009年6月10日 | マッケンロー   |
| 10           | 2009年6月12日      | 2009年6月17日 | 世界の終わり   |
| FINAL （11） | 2009年6月19日      | 2009年6月24日 | ただいま       |

#### 総集編
| 各回   | 放送日（毎日放送） | 本編相当話数    |
| ------ | ------------------ | --------------- |
| FILE 1 | 2009年8月12日      | FILE 1 - FILE 3 |
| FILE 2 | 2009年8月13日      | FILE 4 - FILE 6 |
| FILE 3 | 2009年8月14日      | FILE 7 - FILE 9 |
| FINAL  | 2009年8月17日      | FILE 10 - FINAL |

### ネット局
| 放送地域       | 放送局           | 放送期間                                                           | 放送日時                                     | 備考         |
| -------------- | ---------------- | ------------------------------------------------------------------ | -------------------------------------------- | ------------ |
| 近畿広域圏     | 毎日放送(MBS)    | 2009年4月10日 - 6月19日 2009年8月11日 - 8月13日・8月17日（総集編） | 金曜 24:00 - 24:30 13:53 - 14:53（総集編）   |              |
| 関東広域圏     | TBSテレビ        | 2009年4月15日 - 6月24日                                            | 水曜 24:29 - 24:59 （初回のみ24:44 - 25:14） |              |
| 岡山県・香川県 | 山陽放送(RSK)    | 2009年4月15日 - 6月24日                                            | 水曜 24:29 - 24:59 （初回のみ24:44 - 25:14） |              |
| 青森県         | 青森テレビ(ATV)  | 2009年4月20日 - 6月29日                                            | 月曜 24:00 - 24:30                           |              |
| 長崎県         | 長崎放送(NBC)    | 2009年6月2日 - 8月11日                                             | 火曜 24:50 - 25:20                           |              |
| 福岡県         | RKB毎日放送(RKB) | 2009年10月27日 - 2010年1月19日                                     | 火曜 25:30 - 26:00                           |              |
| 鳥取県・島根県 | 山陰放送(BSS)    | 2010年5月7日 - 8月6日                                              | 金曜 25:25 - 25:55                           |              |
| 愛媛県         | あいテレビ(ITV)  | 2010年5月28日 - 6月18日                                            | 金曜 25時台 - 26時台                         | 総集編を放送 |

| 毎日放送 金曜ナイト劇場 | 毎日放送 金曜ナイト劇場 | 毎日放送 金曜ナイト劇場 |
| 前番組 | 番組名                  | 次番組                  |
| --- | ----------------------- | ----------------------- |
| 枠設立前に付き無し | 漂流ネットカフェ        | 帝王                    |
| 毎日放送 金曜深夜24:00 - 24:30（土曜未明0:00 - 0:30）                                                                                  |                         |                         |
| 23:30 NEWS23 ※終了時間を25分繰り上げ24:20 MBSニュース ※放送時間を25分繰り上げ24:25 タイノッチまたはごぶごぶ ※どちらも開始を5分繰り下げ | 漂流ネットカフェ        | 帝王                    |
| TBS 水曜深夜24:29 - 24:59（木曜未明0:29 - 0:59）                                                                                       |                         |                         |
| オビラジR | 漂流ネットカフェ        | 帝王                    |